# Temporada da NBA de 2025-26
A temporada da NBA de 2025–26 será a 80ª edição da National Basketball Association (NBA). A temporada regular está prevista para começar em 21 de outubro de 2025 e terminar em abril de 2026. A terceira edição da Copa NBA ocorrerá em novembro e dezembro de 2025. O All-Star Game da NBA de 2026 está agendado para 15 de fevereiro de 2026, no Intuit Dome, em Inglewood, Califórnia. O torneio de repescagem será realizado em abril de 2026, seguido imediatamente pelos playoffs, que culminarão nas Finais da NBA em junho.

## Transações

### Aposentadorias
- Em 29 de junho de 2025, Bojan Bogdanović anunciou sua aposentadoria do basquete profissional, citando lesões recorrentes no pé. Ele atuou por seis equipes ao longo de sua carreira de dez anos na NBA.[2]

### Draft
O Draft da NBA de 2025 ocorreu entre os dias 25 e 26 de junho, no Barclays Center, no Brooklyn, em Nova Iorque.

### Agência livre
As negociações para a agência livre começaram em 30 de junho de 2025, às 18h (horário do leste dos EUA). Os jogadores poderão assinar após a moratória de julho, em 6 de julho, às 12h (horário do leste dos EUA).

### Trocas notáveis
- Em 6 de julho de 2025, a maior troca da história da NBA foi concluída, envolvendo sete equipes e 13 jogadores, encabeçada pelo Houston Rockets adquirindo Kevin Durant do Phoenix Suns em troca de Dillon Brooks e Jalen Green[4]

### Mudanças de treinadores
| Equipe            | Temporada 2024–25        | Temporada 2025–26 |
| Entressafra       | Entressafra              | Entressafra       |
| ----------------- | ------------------------ | ----------------- |
| Denver Nuggets    | David Adelman (interino) | David Adelman     |
| Memphis Grizzlies | Tuomas Iisalo (interino) | Tuomas Iisalo     |
| New York Knicks   | Tom Thibodeau            |                   |
| Phoenix Suns      | Mike Budenholzer         | Jordan Ott        |
| Sacramento Kings  | Doug Christie (interino) | Doug Christie     |
| San Antonio Spurs | Gregg Popovich           | Mitch Johnson     |

#### Entressafra
- Em 14 de abril de 2025, o Phoenix Suns demitiu o técnico Mike Budenholzer após uma temporada com a equipe.
- Em 10 de maio de 2025, o Sacramento Kings contratou Doug Christie como seu treinador principal em tempo integral.
- Em 2 de maio de 2025, Gregg Popovich deixou o cargo de treinador principal do Spurs após 29 temporadas com a equipe. O assistente técnico Mitch Johnson foi nomeado treinador principal.
- Em 2 de maio de 2025, o Memphis Grizzlies contratou o Tuomas Iisalo como seu treinador principal em tempo integral.
- Em 22 de maio de 2025, o Denver Nuggets contratou David Adelman como seu treinador principal em tempo integral.
- Em 3 de junho de 2025, o New York Knicks demitiu o treinador Tom Thibodeau após cinco temporadas com a equipe.
- Em 6 de junho de 2025, o Phoenix Suns contratou Jordan Ott como seu treinador principal.
- Em 7 de julho de 2025, o New York Knicks contratou Mike Brown como seu treinador principal.

## Pré-temporada
Além dos jogos regulares de pré-temporada realizados nas arenas das equipes da NBA, a liga tradicionalmente organiza partidas em locais neutros — tanto em mercados domésticos sem franquias quanto internacionais — ou contra times de outras ligas. Abaixo estão listados apenas esses jogos especiais.

### Jogos em locais neutros nos Estados Unidos
| Data          | Equipes                                 | Arena          | Localização             | Referência | Vencedor |
| ------------- | --------------------------------------- | -------------- | ----------------------- | ---------- | -------- |
| 3 de outubro  | Phoenix Suns vs. Los Angeles Lakers     | Acrisure Arena | Palm Desert, Califórnia |            |          |
| 15 de outubro | Dallas Mavericks vs. Los Angeles Lakers | T-Mobile Arena | Paradise, Nevada        |            |          |

### Jogos internacionais
| Data          | Equipes                                               | Arena           | Localização                       | Referência |
| ------------- | ----------------------------------------------------- | --------------- | --------------------------------- | ---------- |
| 2 de outubro  | New York Knicks vs. Philadelphia 76ers                | Etihad Arena    | Abu Dhabi, Emirados Árabes Unidos | [ 5 ]      |
| 3 de outubro  | New Orleans Pelicans vs. Melbourne United             | Rod Laver Arena | Melbourne, Austrália              | [ 6 ]      |
| 4 de outubro  | New York Knicks vs. Philadelphia 76ers                | Etihad Arena    | Abu Dhabi, Emirados Árabes Unidos | [ 5 ]      |
| 5 de outubro  | New Orleans Pelicans vs. South East Melbourne Phoenix | Rod Laver Arena | Melbourne, Austrália              | [ 6 ]      |
| 10 de outubro | Brooklyn Nets vs. Phoenix Suns                        | Venetian Arena  | Macau, China                      | [ 7 ]      |
| 12 de outubro | Brooklyn Nets vs. Phoenix Suns                        | Venetian Arena  | Macau, China                      | [ 7 ]      |

## Temporada regular
A maior parte do calendário da temporada regular será divulgada em agosto, com os jogos da fase de grupos do torneio da temporada — agora denominado NBA Cup — sendo anunciados dois dias antes. Os dois jogos restantes, dependentes dos resultados do torneio, assim como as datas das fases eliminatórias, foram anunciados ao término da fase de grupos (ver detalhes abaixo).

### Jogos internacionais
| Data                      | Equipes                             | Arena             | Localização              | Referência | Vencedor |
| ------------------------- | ----------------------------------- | ----------------- | ------------------------ | ---------- | -------- |
| NBA Mexico City Game 2025 |                                     |                   |                          |            |          |
| 1 de novembro             | Dallas Mavericks vs Detroit Pistons | Mexico City Arena | Cidade do México, México | [ 8 ]      |          |

### NBA Cup Emirates
A NBA Cup, anteriormente conhecida como Torneio de Meio de Temporada, retornou para a temporada 2025–26 com a mesma estrutura:
- Todos os jogos, exceto a final, contam para a temporada regular.
- Seis grupos intraconferência com cinco times (três por conferência).
- Entre 12 de novembro e 3 de dezembro, às terças e sextas-feiras, ocorreram os jogos da fase de grupos (dois em casa, dois fora).
- Os vencedores de cada grupo e dois times "wild card" avançaram para a fase eliminatória.
- As semifinais e final foram disputadas em Las Vegas.
- Cada jogador da equipe campeã recebeu US$ 514.971.
- Inicialmente, foram divulgados apenas 80 jogos por equipe. Os dois primeiros jogos da fase eliminatória completam os 82 jogos da temporada. A final é o 83º jogo e não conta para a classificação.
- Times eliminados antes das semifinais tiveram jogos adicionais agendados para totalizar 82 partidas.
- A T-Mobile Arena em Paradise, Nevada sediou as semifinais e a final pelo segundo ano seguido.[11]

### Classificação
Conferência Leste
Predefinição:2025–26 NBA Atlantic standings
Predefinição:2025–26 NBA Central standings
Predefinição:2025–26 NBA Southeast standings
Conferência Oeste
Predefinição:2025–26 NBA Northwest standings
Predefinição:2025–26 NBA Pacific standings
Predefinição:2025–26 NBA Southwest standings

#### Por conferência
| Predefinição:2025–26 NBA East standings | Predefinição:2025–26 NBA West standings |

Notas
- z – Ganhou vantagem de mando de quadra em toda a pós-temporada
- c – Ganhou vantagem de mando na conferência
- y – Campeão da divisão
- pi – Classificado para o play-in (sem possibilidade de vaga direta nos playoffs)
- ps – Garantiu vaga na pós-temporada (ao menos play-in)
- x – Classificado diretamente aos playoffs
- * – Líder da divisão
- o – Eliminado da pós-temporada

## Torneio de Play-in
Os seis primeiros colocados de cada conferência se classificaram diretamente para a fase principal dos Playoffs da NBA de 2026, enquanto as quatro equipes seguintes disputaram um torneio no formato de repescagem em abril de 2026. O time que terminou em 7º lugar enfrentou o 8º colocado com a vantagem de precisar vencer apenas uma vez para se classificar; o vencedor garantiu a sétima vaga nos playoffs. O 9º colocado enfrentou o 10º em uma partida eliminatória — o perdedor foi eliminado. O perdedor da partida entre o 7º e 8º enfrentou o vencedor do jogo entre o 9º e 10º; quem venceu garantiu a oitava vaga, e o perdedor foi eliminado.

### Conferência Oeste
Negrito indica o vencedor

Itálico indica a equipe com mando de quadra

*

## Playoffs
Os playoffs estão programados para começar em abril de 2026, logo após a conclusão do torneio de play-in.

### Chaveamento
Playoffs da NBA de 2026
* Campeão de divisão

## Estatísticas

### Líderes em estatísticas individuais
| Categoria                         | Jogador | Equipe(s) | Estatística |
| --------------------------------- | ------- | --------- | ----------- |
| Pontos por jogo                   |         |           |             |
| Rebotes por jogo                  |         |           |             |
| Assistências por jogo             |         |           |             |
| Roubos de bola por jogo           |         |           |             |
| Tocos por jogo                    |         |           |             |
| Erros por jogo                    |         |           |             |
| Faltas por jogo                   |         |           |             |
| Minutos por jogo                  |         |           |             |
| % de arremessos certos (FG%)      |         |           |             |
| % de lances livres (FT%)          |         |           |             |
| % de arremessos de 3 pontos (3P%) |         |           |             |
| Eficiência por jogo               |         |           |             |
| Duplo-duplos                      |         |           |             |
| Triplo-duplos                     |         |           |             |

## Prêmios

### Prêmios anuais
| Prêmio                                               | Recipiente(s) | Finalistas |
| ---------------------------------------------------- | ------------- | ---------- |
| Jogador Mais Valioso                                 |               |            |
| Defensor do Ano                                      |               |            |
| Calouro do Ano                                       |               |            |
| Sexto Homem do Ano                                   |               |            |
| Jogador que Mais Evoluiu                             |               |            |
| Jogador Decisivo do Ano                              |               |            |
| Técnico do Ano                                       |               |            |
| Executivo do Ano                                     |               |            |
| Prêmio Espírito Esportivo                            |               |            |
| Prêmio Companheiro de Equipe do Ano                  |               |            |
| Prêmio Assistência Comunitária                       |               |            |
| Prêmio Campeão da Justiça Social Kareem Abdul-Jabbar |               |            |
| Prêmio Garra                                         |               |            |

| - Primeira equipe da NBA: - Ala - Ala - Pivô - Armador - Armador | - Segunda equipe da NBA: - Ala - Ala - Pivô - Armador - Armador | - Terceira equipe da NBA: - Ala - Ala - Pivô - Armador - Armador |

| - Primeira equipe defensiva da NBA: - Ala - Ala - Pivô - Armador - Armador | - Segunda equipe defensiva da NBA: - Ala - Ala - Pivô - Armador - Armador |

| - Primeira equipe de calouros da NBA: | - Segunda equipe de calouros da NBA: |

### Jogadores da semana
Os seguintes jogadores foram nomeados Jogadores da Semana das Conferências Leste e Oeste.
| Semana | Conferência Leste | Conferência Oeste | Referência |
| ------ | ----------------- | ----------------- | ---------- |
| 01     |                   |                   |            |

### Jogadores do mês
Os seguintes jogadores foram nomeados Jogadores do Mês das Conferências Leste e Oeste.
| Mês              | Conferência Leste | Conferência Oeste | Referência |
| ---------------- | ----------------- | ----------------- | ---------- |
| Outubro/Novembro |                   |                   |            |
| Dezembro         |                   |                   |            |
| Janeiro          |                   |                   |            |
| Fevereiro        |                   |                   |            |
| Março            |                   |                   |            |

### Defensores do mês
Os seguintes jogadores foram nomeados Defensores do Mês das Conferências Leste e Oeste.
| Mês              | Conferência Leste | Conferência Oeste | Referência |
| ---------------- | ----------------- | ----------------- | ---------- |
| Outubro/Novembro |                   |                   |            |
| Dezembro         |                   |                   |            |
| Janeiro          |                   |                   |            |
| Fevereiro        |                   |                   |            |
| Março            |                   |                   |            |

### Calouros do mês
Os seguintes jogadores foram nomeados Calouros do Mês das Conferências Leste e Oeste.
| Mês              | Conferência Leste | Conferência Oeste | Referência |
| ---------------- | ----------------- | ----------------- | ---------- |
| Outubro/Novembro |                   |                   |            |
| Dezembro         |                   |                   |            |
| Janeiro          |                   |                   |            |
| Fevereiro        |                   |                   |            |
| Março            |                   |                   |            |

### Técnicos do mês
Os seguintes técnicos foram nomeados Técnicos do Mês das Conferências Leste e Oeste.
| Mês              | Conferência Leste | Conferência Oeste | Referência |
| ---------------- | ----------------- | ----------------- | ---------- |
| Outubro/Novembro |                   |                   |            |
| Dezembro         |                   |                   |            |
| Janeiro          |                   |                   |            |
| Fevereiro        |                   |                   |            |
| Março            |                   |                   |            |

## Temporada regular

### Jogos internacionais
| Data                           | Equipes                             | Arena                          | Local                          | Referência                     | Vencedor |
| Jogo NBA Cidade do México 2025 | Jogo NBA Cidade do México 2025      | Jogo NBA Cidade do México 2025 | Jogo NBA Cidade do México 2025 | Jogo NBA Cidade do México 2025 |          |
| ------------------------------ | ----------------------------------- | ------------------------------ | ------------------------------ | ------------------------------ | -------- |
| 1 de novembro                  | Detroit Pistons vs Dallas Mavericks | Mexico City Arena              | Cidade do México, México       | [ 13 ]                         |          |

## Mudança de arena
- O Wells Fargo Center, casa do Philadelphia 76ers, será renomeado para Xfinity Mobile Arena em 1º de setembro de 2025, conforme novo acordo de naming rights com a Xfinity Mobile, uma subsidiária da Xfinity.[14]

## Mudanças no uniforme e no logo
- O Orlando Magic revelou um novo logo e uniformes, inspirados no visual original da equipe entre 1989 e 2000. O logo da "bola com estrelas em movimento" retornou com um visual atualizado, enquanto as marcas com o nome foram modificadas com uma estrela substituindo a letra "A" nas palavras "Orlando" e "Magic", refletidas nos novos uniformes. O uniforme "Ícone" da equipe foi alterado para a cor azul, enquanto o uniforme "Statement" passou a ter um padrão preto e azul inspirado no uniforme de aquecimento original da equipe.[15]

## Mídia

### Nacional
Este será o primeiro ano dos novos contratos de 11 anos com a família de canais ESPN, NBC Sports e Amazon Prime Video. As redes ESPN renovaram seu contrato com uma programação modificada. NBC e Prime Video substituem a TNT, com a NBC retornando a transmitir a NBA pela primeira vez desde Predefinição:NBA Year, e o Prime Video assinando seu primeiro contrato nacional nos EUA com a liga.

#### Televisão linear
- A ESPN continuará transmitindo jogos às quartas-feiras durante toda a temporada regular, mas a programação das sextas-feiras da ESPN foi reduzida para semanas selecionadas. NBA Saturday Primetime e NBA Sunday Showcase continuam na ABC, com jogos em semanas selecionadas entre janeiro e março. ABC e ESPN também continuarão com os jogos do Dia de Natal e o NBA All-Star Celebrity Game.[17][18]
- A NBC transmitirá duplos jogos às terças-feiras, com partidas às 20h ET/17h PT e 23h ET/20h PT, com as afiliadas da NBC podendo exibir um ou ambos os jogos a seu critério. A NBC também terá um pacote de oito jogos chamado Sunday Night Basketball[19] após a temporada da NFL (seguindo o Sunday Night Football). Jogos na abertura da temporada, Veterans Day, Dia de Martin Luther King Jr., Presidents' Day, bem como o NBA All-Star Weekend (exceto o jogo Celebrity) também serão exibidos pela NBC.[17][20]
- A NBA TV continuará transmitindo jogos ao vivo, mas, com a perda dos direitos de mídia, a rede não será mais gerida pela TNT Sports. Em vez disso, a NBA TV será administrada pela liga, com operações sendo transferidas dos estúdios da TNT em Atlanta para os escritórios da liga em Secaucus, Nova Jersey.[21]

#### Streaming
- O Amazon Prime Video transmitirá até 66 jogos da temporada regular, incluindo jogos nas noites de sexta-feira durante toda a temporada, jogos nas noites de quinta-feira (seguindo o Thursday Night Football da NFL) e jogos selecionados nas tardes de sábado. O serviço de streaming também transmitirá toda a fase eliminatória da NBA Cup.[17][22]
- Todo o inventário de jogos da ESPN estará disponível em seu novo serviço direto ao consumidor. O ESPN+ e o Disney+ continuarão transmitindo todos os jogos da ABC e jogos selecionados da ESPN.[18]
- Peacock transmitirá exclusivamente um pacote de jogos nas noites de segunda-feira, além de transmitir os dois jogos da rodada dupla das terças-feiras da NBC e outros jogos selecionados da NBC.[17][20]
- O NBA League Pass, de propriedade da liga, continuará oferecendo jogos fora do mercado local.

#### Equipe técnica
- A ESPN assinou um acordo de sublicenciamento para transmitir o programa de estúdio Inside the NBA da TNT Sports em dias selecionados, com a TNT continuando a produzir o programa. O programa de estúdio existente da ESPN, NBA Countdown, também continuará no ar.[23]
- A nova equipe da NBC inclui os narradores Mike Tirico e Noah Eagle; comentaristas Reggie Miller, Jamal Crawford e Grant Hill; apresentadora de estúdio Maria Taylor; analistas de estúdio Carmelo Anthony e Vince Carter; e colaborador especial Michael Jordan.[24][25][26][27][28]
- A nova equipe da Amazon inclui os narradores Ian Eagle e Kevin Harlan; comentaristas Stan Van Gundy, Steve Nash, Dwyane Wade e Candace Parker; apresentadora de estúdio Taylor Rooks; e analistas de estúdio Dirk Nowitzki, Blake Griffin e Udonis Haslem.[24][29][30][31]

### Local
Antes da temporada, Hawks, Cavaliers, Heat, Timberwolves e Bucks renovaram contrato com a FanDuel Sports Network para manter seus jogos locais na rede até pelo menos a temporada 2026–27.